# 6:00
«6:00» es la primera pista del álbum Awake, de la banda de metal progresivo, Dream Theater. Es versionada en su video en vivo 5 Years in a LIVEtime.
La canción tiene una duración de 5:31. La música fue compuesta por Dream Theater y la letra por el teclista Kevin Moore.

## Citas
Como es habitual en algunas canciones de la banda, Dream Theater cita ocasionalmente sonidos o fragmentos hablados de películas para mostrar mejor su punto de vista sobre un tema. En este caso al principio y al final de la canción cita fragmentos del cuento The Dead, de James Joyce. Las citas dicen: "Six o' clock on a christmas morning..." (seis en punto en una mañana de navidad) "And for what?" (¿Y para qué?) "Well, isn't it for the honor of god aunt Kate?" (bueno, ¿no es por el honor de Dios tía Kate?) "I know all about the honor of god Mary Jane" (Yo sé todo sobre el honor de Dios Mary Jane).

## Estructura
La estructura de esta canción es un ejemplo de un sistema que usa Dream Theater en varias de sus composiciones, que consiste en ir progresivamente alargando una parte de la canción hasta tocarla entera (en este caso, el estribillo). Luego de la introducción, que incluye el que luego será el pre-chorus, en vez tocar el estribillo, lo saltan y pasan al verso. La segunda vez en que aparece el pre-chorus tocan el estribillo, pero por la mitad; y la última vez tocan el estribillo entero, para pasar al final.
- Datos: Q8179672